# Maerua scandens
Espèce
Statut de conservation UICN

 DD  : Données insuffisantes
Maerua scandens est une espèce de plantes du genre Maerua de la famille des Capparaceae.